# Захонье (Вязьевская волость)
Захонье — деревня в Дедовичском районе Псковской области России. Входит в состав Вязьевской волости Дедовичского района.
Расположена на севере района, в 12 км к северо-западу от райцентра посёлка Дедовичи.

## Население
Численность населения деревни по оценке на 2000 год составляла 28 жителей.

## История
До 1 января 2006 года деревня была в составе ныне упразднённой Погостищенской волости Дедовичского района.